# Jon Gondán
Jon Gondán Cabrera (Zizur Mayor, 31 de julio de 1991) es un político español y alcalde de Zizur Mayor (Navarra) desde el 13 de junio de 2015 por Geroa Bai. Fue concejal del mismo ayuntamiento desde las elecciones de 2011.

## Trayectoria
En las elecciones municipales de 2011, Jon Gondán ocupó el segundo lugar  en la candidatura de Nafarroa Bai al Ayuntamiento de Zizur Mayor, resultando elegido concejal en dichos comicios.
En noviembre de 2012, tras la división interna del grupo, la asamblea local eligió a Gondán como candidato de Geroa Bai a la alcaldía zizurtarra en las primarias celebradas el 3 de octubre de 2011, con el 100% de los votos.
En las elecciones del 24 de mayo de 2015, Geroa Bai logra 1650 votos y se coloca como segunda fuerza, a 333 papeletas de UPN. Este resultado, hace posible que el 13 de junio de 2015, en la sesión de investidura, fuera elegido nuevo alcalde de Zizur en sustitución de Luis María Iriarte Larumbe gracias a los 4 votos de su grupo, 4 de EH Bildu, 2 de Zizur Unido (IU y Podemos) y AS Zizur.
Gondán se convierte así en el alcalde de Zizur Mayor más joven de la historia y de Navarra durante ese mandato.
Es reelegido candidato a la alcaldía para las elecciones del 26 de mayo de 2019, siendo Geroa Bai, nuevamente, segunda fuerza política, incrementando sus votos hasta un total de 2.000, traduciéndose en cuatro concejales. Sus socios de gobierno pierden representación, pero gracias a un acuerdo con EH Bildu (3) y la candidatura AS Zizur (2), logra la mayoría en la sesión de investidura, logrando revalidar la alcaldía.
Gondán también concurrió en la candidatura de Geroa Bai al Parlamento de Navarra pero no salió elegido, al ocupar el puesto 17º y la formación logró nueve escaños.
En las elecciones municipales de 2023 obtuvo la mayoría absoluta, al contar con el apoyo de diez de los diecisisete concejales. Fue apoyado por los seis concejales de Geroa Bai y de los cuatro de EH Bildu, aunque conformó un gobierno en solitario de Geroa Bai. 